# عائشة جول جوشكون
عائشة جول جوشكون (مواليد 17 يونيو 1985) هي مغنية وممثلة وشاعرة تركية.

## النشأة
ولدت جوشكون في 17 يونيو 1985 في اسطنبول . تنحدر عائلتها من أرزنجان . نشأت ضمن أسرة ذات خلفية فنية وتعاملت مع الموسيقى منذ طفولتها. كان والدها يعزف على آلات النفخ. التحقت بمدرسة فيروزا الابتدائية، ومدرسة كوكاتاش بارباروس الثانوية. كما انضمت إلى المدرسة الثانوية في ساريير. عزفت جوشكون في الفرق الموسيقية طوال فترة تعليمها. درست إدارة الأعمال في جامعة أتاتورك.
بعد عام واحد من العمل في أحد البنوك الخاصة كمحاسبة، تشاجرت مع رئيسها، وكتبت العديد من الأغاني الغاضبة، ثم تركت وظيفتها في النهاية لكتابة الأغاني والغناء. أخذت جوشكون دروسا في العزف على الجيتار والبيانو وكذلك دروس في الرقص والغناء.  

## الحياة المهنية

### الجمهور التركي
أصدرت جوشكون أول مقطع غنائي لها بعنوان حقيقتى معك "Gerçeğim Seninle" في عام 2014. كان تشاك "Cuk" أول فيديو موسيقي لها.
لديها عقد مع يورو موزيك. من أعمالها اللاحقة أقتل المرسال "Vur Dizine"، ابتسامات على الحائط "Duvardaki Gülüşler"، أصبح بحرا "Deniz Ol Gel" و الميناء "Liman".  نقلت صحيفة المساء اليومية"Akşam" أنه وبسبب كونها من برج الجوزاء، فهي تشعر بنفسها كشخص مختلف كل يوم تستيقظ فيه وهذا هو سبب اختلاف أعمالها عن بعضها البعض.  لم تحقق شهرة كبيرة في تركيا. 

#### ديسكوغرفي
هذه قائمة من الأعمال الموسيقية التي نشرتها اعتبارًا من عام 2021 ، وجميعها منفردة باستثناء لقد وعدت "Söz Verdim"، وهو اسم ألبوم وأغنية فردية. 
| سنة  | العمل                                    | العمل                                                                |
| ---- | ---------------------------------------- | -------------------------------------------------------------------- |
| 2014 | حقيقتى معك "Gerçeğim Seninle"            | حقيقتى معك "Gerçeğim Seninle"                                        |
| 2015 | كوك "Cuk"                                | كوك "Cuk"                                                            |
| 2017 | أقتل المرسال "Vur Dizine"                | أقتل المرسال "Vur Dizine"                                            |
| 2017 | ابتسامات على الحائط "Duvardaki Gülüşler" |                                                                      |
| 2018 | الميناء "Liman"                          | الميناء "Liman"                                                      |
| 2019 | أصبح بحرا "Deniz Ol Gel"                 | أصبح بحرا "Deniz Ol Gel"                                             |
| 2019 | إلهى قادر "İlahi Kader"                  |                                                                      |
| 2020 | سوز فيرديمSöz Verdim                     | يا حبيبي "Ah Benim Canım"                                            |
| 2020 | سوز فيرديمSöz Verdim                     | لقد وعدت"Söz Verdim"                                                 |
| 2020 | سوز فيرديمSöz Verdim                     | جيلفيرا ستريمGelevera Deresi - أنت لم تذهب إلي Koyverdun Gittun Beni |
| 2020 | سوز فيرديمSöz Verdim                     | آه يا عزيزي "Ah Benim Canım" - إصدار نادي دي جي مامسي DJ Mamsi Club  |
| 2021 | محفولة "Mahvola"                         | محفولة "Mahvola"                                                     |
| 2021 | ريحان "Reyhan"                           |                                                                      |

### الجمهور الإيراني
في عام 2019 ، أدت جوشكون دور نازان في فيلم مطرب Motreb ، الفيلم الإيراني الأعلى ربحًا على الإطلاق، وأصبحت مشهورة هناك. تعلمت الفارسية من أجل دورها خلال شهرين، كما كتبت أغنيتين للفيلم. في البداية، تم اختيار مريم أوزرلي لهذا الدور، ولكن في النهاية تم اختيار جوشكون لأن أوزرلي لا تستطيع التحدث بالفارسية. تحادثت جوشكون مع أصدقائها الإيرانيين ليلًا ونهارًا لتطوير لغتها الفارسية بشكل أفضل.  في عام 2021 ، لعبت دور آيلا في الموسم الثالث من مسلسل صنع في إيران.
وبعيدا عن لغتها التركية، جوشكون تغني بكل من الفارسية والإسبانية واليونانية .   جذب أسلوب ملابسها انتباه الأشخاص المهتمين بالموضة في إيران .  

#### فيلموغرافيا
| سنة  | فيلم         | مخرج         | دور   |
| ---- | ------------ | ------------ | ----- |
| 2019 | مطرب Motreb  | مصطفى كياي   | نازان |
| 2021 | صنع في إيران | بهمن جودارزي | آيلا  |

## روابط خارجية
- الموقع الرسمي
- عائشة جول جوشكون على إنستغرام
- Ayşegül Coşkun's channel on YouTube
- عائشة جول جوشكون في قاعدة بيانات الأفلام على الإنترنت